# Ekangte
Ekangte est un village du Cameroun situé dans le département du Koupé-Manengouba et la Région du Sud-Ouest. Il fait partie de la commune de Bangem.

## Population
Lors du recensement de 2005, Ekangte comptait 239 habitants.

## Environnement

### Sols
Les sols d'Ekangte sont formés à partir de dépôts recents volcaniques provenant de la Montagne Muanenguba.

## Infrastructures
Le plan communal de développement pour la commune de Bangem mentionne un effort particulier dans le village d'Ekangte entre 2012-2014 pour la réhabilitation et construction de conduites souterraines d'eau et de ponts.